# 哈里肯 (北卡羅萊納州)
哈里肯（英語：Hurricane）是位於美國北卡羅萊納州麥迪遜縣的非建制地區。

## 地理
哈里肯所處的海拔為高於海平面487米（即1598英呎），而該地所採用的時區為UTC-5，即北美东部时区（EST）。同時該地設有夏令時間，為UTC-5調快一小時，即UTC-4（EDT）。